# كزافييه لي
كزافييه لي (بالإنجليزية: Xavier Lee)‏ هو لاعب كرة قدم أمريكية أمريكي، ولد في 9 يناير 1986.